# Mars 1884

## Événements
- Mars - octobre : l’agitateur musulman Afghani crée à Paris « The firmest Bond », revue dirigée contre l’impérialisme britannique.

- 5 mars (Allemagne) : le parti du progrès et l’alliance libérale fusionnent pour fonder le parti libéral allemand.

- 12 mars : prise de Bac Ninh, au Tonkin, par les troupes françaises du général Oscar de Négrier.

- 13 mars : début du siège de Khartoum (fin le 26 janvier 1885)
  - Des troubles menés par le Mahdi, un chef religieux, commencent au Soudan contre les Britanniques. Le gouvernement britannique demande au khédive Tawfiq d’évacuer le Soudan. L’opération est confiée au général britannique Gordon. Il remonte le Nil jusqu’à Khartoum, où il se trouve isolé en pays hostile, mais refuse de regagner l’Égypte et se retranche dans la ville pour organiser la résistance malgré la disproportion des forces en présence. La ville résiste pendant un an.

- 21 mars, France : loi Waldeck-Rousseau abrogeant la Loi Le Chapelier interdisant les corporations donc les syndicats. Les syndicats sont pour la première fois autorisés en France. Le gouvernement reconnaît le droit de s’associer à toutes les personnes « exerçant la même profession, des métiers similaires ou des professions connexes ». En contrepartie, il impose le dépôt obligatoire des statuts et le nom des administrateurs, soulevant la méfiance des militants ouvriers.

## Naissances
- 6 mars : Eugène Daniel von Rothschild, membre de la famille Rothschild († 25 avril 1976).
- 24 mars : Eugène Tisserant, cardinal français de la curie romaine († 21 février 1972).

## Décès
- 20 mars : Adolphe Aze, peintre français (° 6 mars 1822).
- 30 mars : Nicolas Trübner, libraire, éditeur et linguiste anglais de naissance allemande (° 12 juin 1817).